# 利比亚历史
利比亚历史，包括了利比亚本地柏柏尔人和丰富的其他民族的历史。柏柏尔人的存在贯穿了利比亚的整个历史。在利比亚历史上，它多属于欧洲或非洲的其他国家，独立的利比亚现代史是由1951年开始的。
利比亚的历史主要可以分为古代利比亚、罗马时代、伊斯兰时代、奥斯曼统治时期、意大利殖民时期和现代利比亚六个时期。

## 史前时期

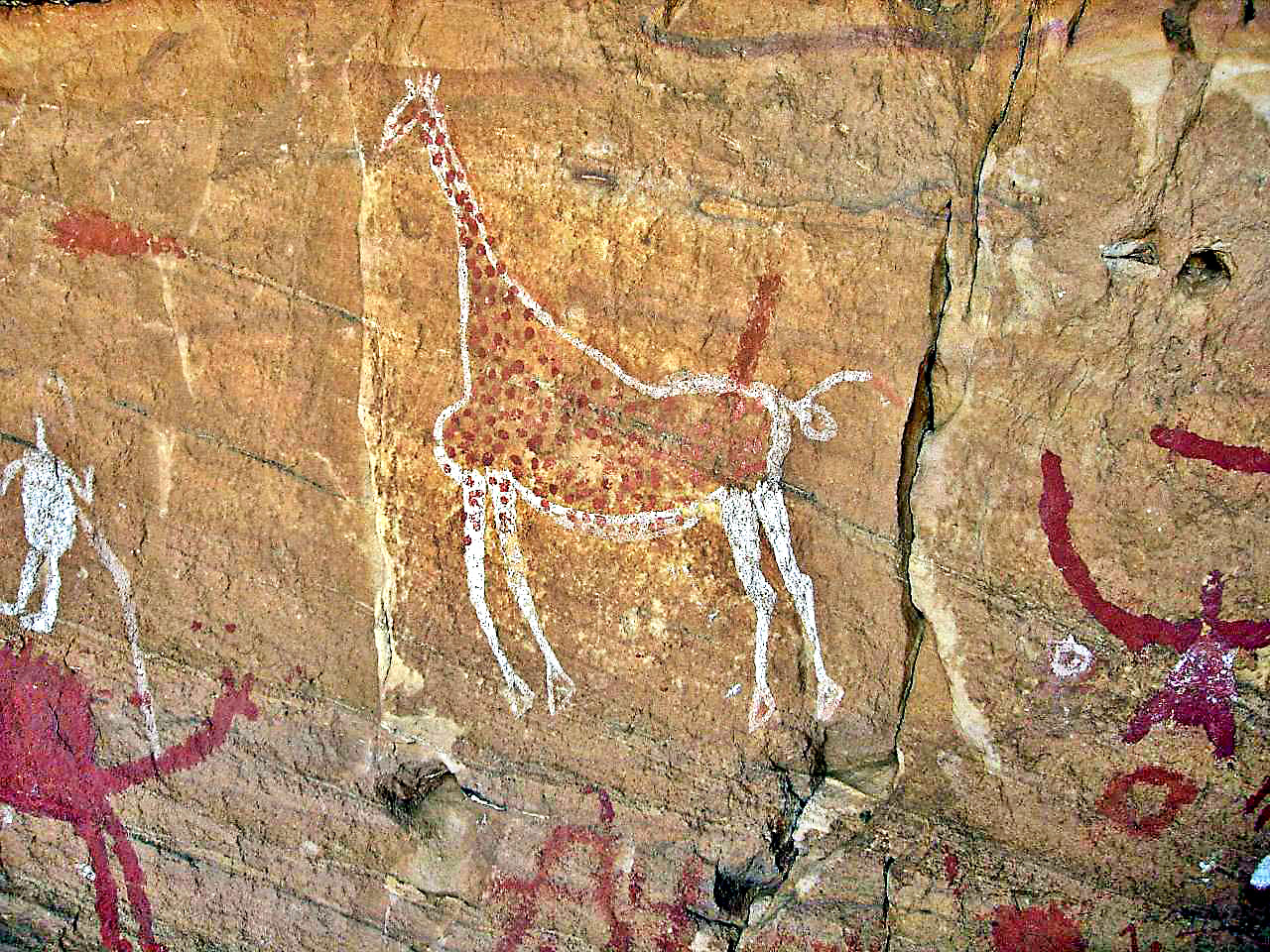
塔德拉尔特阿卡库斯的利比亚史前岩画展示了一个富有植被和野生动物的撒哈拉。

现在的利比亚有九成国土属于撒哈拉沙漠，但在几万年以前，这里却覆盖在郁郁葱葱的植被，有着大量的湖泊、森林和多样的野生动物，属于温和的地中海气候。
考古证明，早在公元前8000年，沿海的平原地带就有了新石器时代居民的存在。这些人可能是收到了当地气候的吸引，靠着畜牧和种植，他们的文化在当地不断成长。
在瓦迪穆萨和塔德拉尔特阿卡库斯的岩画和雕刻为了解史前利比亚和该地的田园文化提供了大量的资料。这些画显示当时的利比亚撒哈拉布满河流和植被，有着鹿、大象和鳄鱼等多样的野生动物。
公元前3900年左右，剧烈干旱的发生，导致了“绿色撒哈拉”急剧地转化为了撒哈拉沙漠。由于沙漠化带来的气候变化，从大西洋沿岸到埃及锡瓦绿洲的整个地带，人们被迫分散到了一个个的绿洲之内。
柏柏尔人操亚非语系语言的祖先被认为可以追溯到青铜时代晚期。已知名字的此类部族中最早的是游牧的加拉曼特人（也称“加尔马部落”），他们以利比亚南部塞布哈的加尔马为活动中心，他们在岩石上记录战争，留下了宝贵的岩画遗产。加拉曼特人是一个具有柏柏尔人血统的撒哈拉民族，他们掌握了精巧的地下灌溉系统；他们可能是公元前1000年左右出现在费赞地区的部落族群，而在公元前500年至公元500年间是撒哈拉的一个地区强权。腓尼基人是第一支从东方来到利比亚的闪米特人族群，到与腓尼基人接触时，利比亚的利布（Lebu）、加拉曼特、柏柏尔和撒哈拉的其他部落就已经形成了。

## 腓尼基和希腊时期

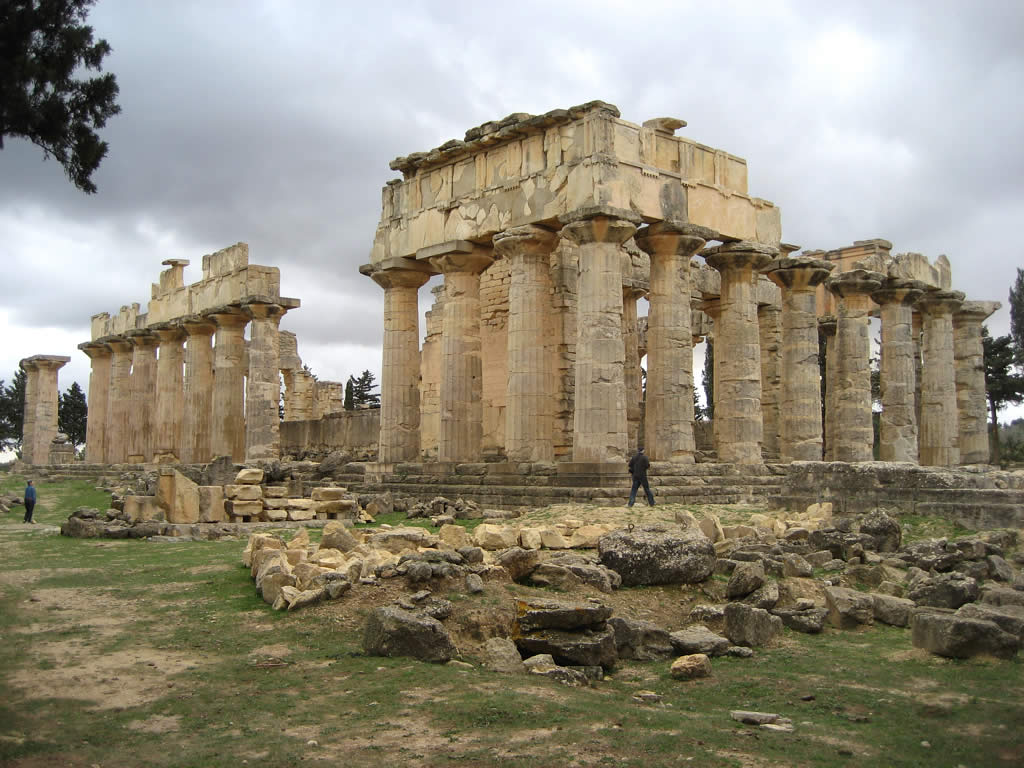
位于利比亚一座希腊古城昔兰尼的宙斯神庙。利比亚有多处希腊时期的世界遗产。

最早在利比亚设立贸易点的是腓尼基人，来自提尔（位于今黎巴嫩）的商人与柏柏尔人建立贸易关系，并签订条约来保障他们之间关于原材料开发的合作。 到公元前5世纪，腓尼基人最大的殖民地迦太基将霸权延伸到了几乎整个北非沿岸，一个被成为“布匿”的独特文明应运而生。布匿人在利比亚的据点包括奥亚（即之后的的黎波里）、Libdah（即之后的大莱普提斯）和塞卜拉泰。该地区的这些城市被称为“的黎波里斯”（Tripolis，“三城”），是利比亚首都的黎波里名字的由来。
公元前630年，古希腊人殖民了利比亚东部，并建立了昔兰尼城。之后的200年间，希腊人在已经被称为“昔兰尼加”的利比亚东部地区建立了巴尔卡（即后来的迈尔季）、埃乌埃司佩里戴司（Berenice，现称“班加西”）、塔乌奇拉（后称“阿尔西诺伊”，现称“Taucheria”）、Balagrae（在意大利殖民时期称“贝达”或“贝达里托里亚”，现在称“贝达”）等四座更重要的希腊城市和昔兰尼的港口阿波罗尼亚（后称“苏萨”）在建立起来。昔兰尼与之后的四座城市，被合称为“潘塔波里斯”（Pentapolis，“五城”）。昔兰尼成为希腊世界最伟大的文化艺术中心之一，因其医学学院、学术研究院和建筑学而闻名于世。潘塔波里斯的希腊人成功抵御了来自东方的埃及人和西方的迦太基人的多次入侵，但在公元前525年，昔兰尼加地区还是被冈比西斯二世的波斯军队所攻占，并在接下来的两个世纪中，被波斯人或埃及人所统治。亚历山大大帝于公元前331年进入昔兰尼加时受到了希腊人的迎接，整个利比亚东部作为托勒密王国的一部分再次整体落入希腊人的控制。随后，五城形成一个联盟，通常由来自托勒密王朝的一位国王所统治。

## 罗马时代

在大莱普提斯的塞普蒂米乌斯·塞维鲁石拱门。由于罗马皇帝塞普蒂米乌斯·塞维鲁的资助，大莱普提斯成为罗马阿非利加行省最突出的城市之一。

罗马攻陷迦太基之后，并没有立即占领的黎波里塔尼亚（的黎波里及周边地区），而是让努米底亚国王控制了该地区，直到该地区的沿海城市要求并最终获得罗马的保护
。昔兰尼加最后的希腊统治者托勒密·阿皮翁在公元前96年逝世，这位未婚配生育的昔兰尼加国王在遗嘱中将昔兰尼加献给了罗马，但罗马直至公元前74年才正式吞并该地区，与克里特合并成立了一个省。在罗马内战期间，的黎波里塔尼亚（尚未正式吞并）和昔兰尼加支持庞贝和马克·安东尼，而与凯撒和屋大维对抗。奥古斯都时期，小科尔内利乌斯·巴尔布斯占领了费赞地区北部，罗马人完成了对今利比亚地区的全部征服。作为Africa Nova省的一部分，的黎波里塔尼亚是十分繁荣的，在二、三世纪是其发展的黄金时期。在罗马帝国塞维鲁王朝时期，由于大莱普提斯是该王朝的起源地，的黎波里塔尼亚达到了发展的最高峰。另一方面，在克勞狄一世时，昔兰尼加最初的基督教社区就已经建立，但在克托斯战争期间又被严重破坏，该地区的希腊人和犹太人几乎绝迹，虽然罗马皇帝图拉真用军事殖民重新充实了该地，却抑制不了它的颓势。
无论如何，在这段超过400年的时间里，的黎波里塔尼亚和昔兰尼加共属一个邦国，其居民享有同样的语言、同样的法律体系和同样的罗马人身份。在利比亚的大莱普提斯和塞卜拉泰等地，现在依然存在很多罗马时期的废墟，它们彰显着利比亚在当时的活力，无论是在大都市还是在小点的城镇，人们都能享受到舒适的城市生活，集会场所、市场、公共娱乐场所、浴室等可以在罗马帝国的每一个角落发现。来自罗马世界各个地方的商人和工匠在北非定居，但的黎波里塔尼亚的城市仍然是迦太基风格，而昔兰尼加的城市也依然是希腊风格。的黎波里塔尼亚是橄榄油的主要出产地，同时也是加拉曼特人送来沿海的象牙和野生动物的交易中心， 而昔兰尼加始终是酒、药物和马匹的总要来源地。乡村人口主要是柏柏尔农民，西部的柏柏尔农民在语言和风俗上已经被彻底地“罗马化”。直至10世纪，在的黎波里塔尼亚靠近突尼斯边境的一些地方，依然在使用阿非利加罗曼语（African Romance）。
随着罗马帝国的衰落，许多重要城市开始沦为废墟。公元5世纪，汪达尔人席卷北非，加速这一进程。在汪达尔人的统治下，该地区的繁华开始消散，被汪达尔人破坏的古罗马政治、社会秩序都没能恢复。在被汪达尔人忽视的边远地区，居民们寻求到了部落酋长们的保护，并开始习惯于自治，抵触被重新纳入帝国的体制之中。
6世纪，东罗马帝国的查士丁尼重新收复了该地区，致力于复兴这些老城市，但这不过是它们沦为废墟前最后的挣扎而已。在汪达尔人时期，昔兰尼加一直保留着一个具有军营特点的拜占庭帝国的前哨基地。为了满足军费的需求，不受欢迎的拜占庭总督征收了繁重的税收，而包括供水系统在内的城镇和公共设施却无人维护，任其腐烂损坏。不管怎样，拜占庭在阿非利加的统治使帝国统一的理想又延续了一个半世纪，并阻碍了柏柏尔游牧民获得沿海地区的控制权。7世纪初，拜占庭对按地区的控制衰落，柏柏尔人反抗频繁发生，已无力抵御穆斯林的入侵。

## 伊斯兰时期

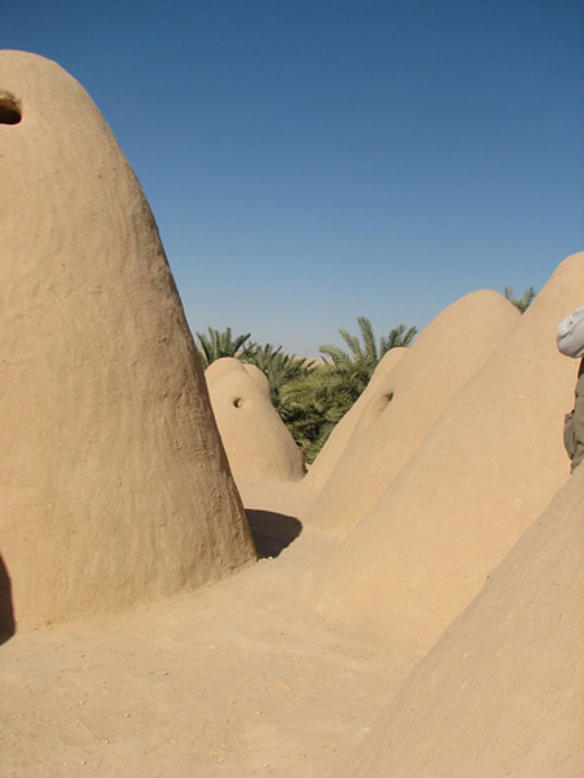
奥吉拉的阿提克清真寺是撒哈拉地区最古老的清真寺。

拜占庭对利比亚的控制十分薄弱，被限制在几个缺乏防御能力的沿海据点，因此，当公元642年九月第一批阿拉伯骑兵侵入昔兰尼加的潘塔波里斯（Pentapolis，“五城”）地区时，几乎没有受到抵抗。在阿姆鲁·本·阿斯（'Amr ibn al-'As）的率领下，伊斯兰军队占领了昔兰尼加，并将潘塔波里斯改名为“拜尔盖”。他们还占领了的黎波里，但在毁掉罗马时期城墙并获得贡品之后就撤离了。647年，在哈里发奥斯曼·本·阿凡养兄弟阿卜杜拉·本·萨阿德的率领下，4万阿拉伯军人深入利比亚西部，正式从拜占庭人手中夺取了的黎波里。663年，乌克巴·本·纳菲率军从拜尔盖攻入费赞，击败了柏柏尔人的抵抗后占领了该地。在接下来的几个世纪，利比亚一直被伊斯兰各王朝统治，并在当时倭马亚、阿拔斯、法蒂玛等王朝的统治下处于不同程度的自治。在城镇和沿海农业区，阿拉伯人的统治迅速建立起来，这些地区也因此而得以复苏。市民们珍惜这份可以让他们和平的从事商贸活动的安全，而农民也将阿拉伯人视为他们土地的保护者。阿拉伯穆斯林在昔兰尼加受到了科普特正教会的基督一性论信徒的欢迎，科普特信徒认为阿拉伯人让他们从拜占庭的压迫下获得了解放。内陆的柏柏尔部落接受了伊斯兰教，却抵制阿拉伯人的政治统治。
在接下来的几十年，利比亚处于倭马亚王朝大马士革的统治之下。750年，阿拔斯王朝推翻了倭马亚，利比亚归于巴格达的统治。800年，哈里发哈伦·拉希德任命易卜拉欣·本·艾格莱卜为易弗里基叶总督，利比亚在艾格莱卜王朝的治下享有相当大的自治权。艾格莱卜王朝是利比亚最有为的伊斯兰统治者，他们给该地区带来了秩序，恢复了罗马时期的灌溉系统，而农业的富足带来了地区的繁荣。到9世纪末期，定都马赫迪耶的什叶派法蒂玛王朝控制了利比亚西部。972年，法蒂玛迁都开罗，控制了这整个地区，并任命布卢金·本·齐里为总督。法蒂玛统治期间，的黎波里兴起买卖来自苏丹的奴隶和黄金，售卖羊毛和皮革的贸易，从它的码头运盐到意大利贩卖来换取木材和铁制品。伊本·齐里的柏柏尔齐里王朝最终脱离了法蒂玛王朝，并承认在巴格达的逊尼派王朝阿拔斯为正统。作为报复，法蒂玛从苏莱姆部族（Banu Sulaym）和希拉尔部族两个不安分的阿拉伯贝都因部落迁徙了大量移民到北非。这一措施彻底改变了利比亚乡村的人口结构，巩固了阿拉伯文化和语言在该地区的地位。史学家伊本·赫勒敦指出希拉尔人劫掠的地方已经完全变成了干旱的沙漠。

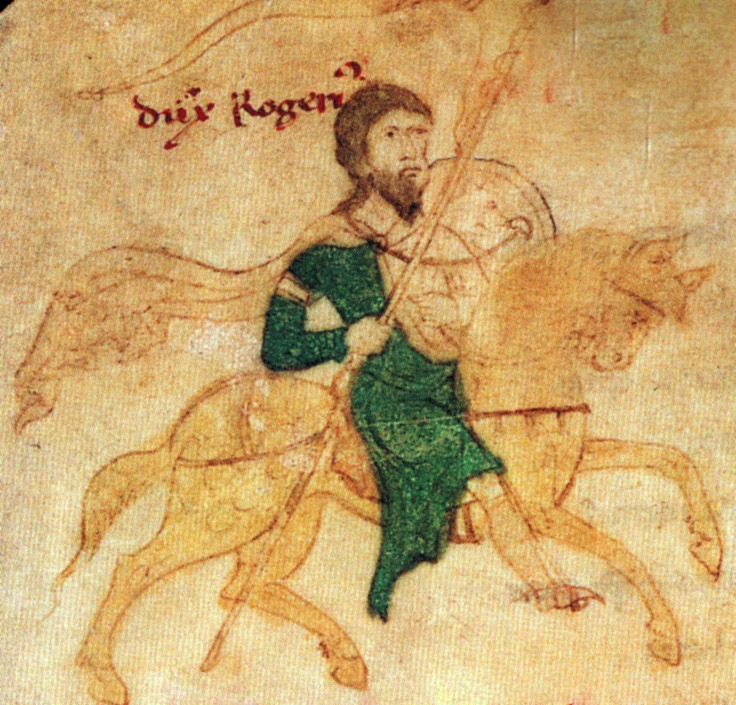
西西里的罗杰二世于1146年夺取了的黎波里，成为统治它的第一位诺曼人国王

虽然齐里王朝对的黎波里塔尼亚的统治十分短暂，且早在1001年柏柏尔人的Khazrunthe部落就已脱离，他们对的黎波里塔尼亚的统治一直维持到1146年该地区被西西里的诺曼人占领。直至1159年，摩洛哥穆瓦希德领袖阿卜杜勒·慕敏将的黎波里从欧洲统治者的手中夺回。接下来的50年中，在的黎波里塔尼亚，穆瓦希德统治者和加尼亚族叛乱者之间爆发了数不清战争。1207年-1221年，穆瓦希德王朝的总督穆罕穆迪·本·阿布·哈夫斯统治着利比亚，直到脱离穆瓦希德独立，建立了突尼斯哈夫斯王朝。哈夫斯王朝统治的黎波里塔尼亚近300年时间，与欧洲的城邦国家建立了重要的贸易关系。哈夫斯统治者们同时也积极鼓励艺术、文学、建筑学和学术的发展，定居利比亚的艾哈迈德·扎鲁克就是一位该时期的著名伊斯兰学者。然而到了16世纪，哈夫斯王朝在西班牙和奥斯曼帝国的权力斗争中越陷越深。在的黎波里被西班牙哈布斯堡王朝于1510年成功入侵并易手圣约翰骑士团之后，奥斯曼的海军将领希南帕夏于1551年最终控制了利比亚。

## 鄂圖曼时期

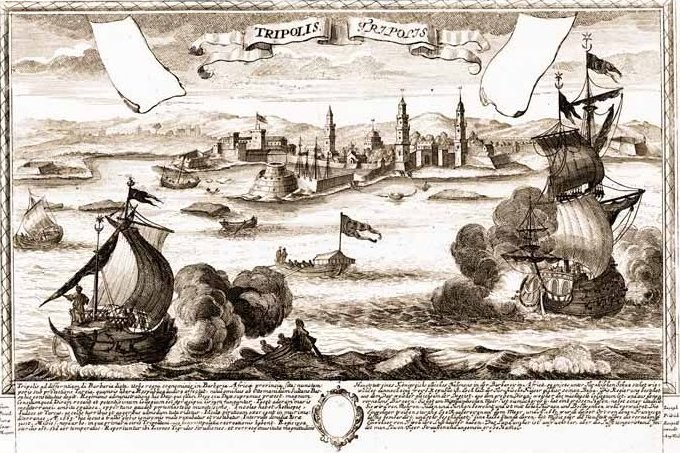
通过1551年的的黎波里围城战，奥斯曼帝国从圣约翰骑士团手中夺得该城。

在16世纪初，西班牙哈布斯堡王朝成功入侵利比亚之后，国王查理五世将该地的防务委托给了马耳他圣约翰骑士团。通过吸收马格里布沿海蔓延开来的海盗，像巴巴罗萨和他的继任者那样的投机者也加强了奥斯曼帝国对马格里布中心地区的控制。1551年，奥斯曼土耳其人在希南帕夏的率领下攻占了的黎波里。次年，他的继任者图尔吉特·雷斯被授以的黎波里贝伊头衔，并于1556年升为的黎波里帕夏。作为帕夏，雷斯装饰并建设了的黎波里，使其成为北非海岸上最显赫的城市之一。到1565年，的黎波里的行政长官由一位君士坦丁堡的苏丹任命的帕夏担任。在1580年代，费赞的统治者向苏丹效忠，虽然鄂圖曼当局在昔兰尼加缺席，但16世纪开始，就有一个贝伊作为的黎波里政府的代表常驻班加西。
实权有时取决于帕夏的土耳其新军部队，奥斯曼的禁卫军是一个自治的军事组织，有时帕夏的权利则会被削弱，成为名义上的首长。兵变和政变频繁发生，在1611年，众迪伊们发动了反对帕夏的政变，戴伊苏莱曼·赛法尔被任命为政府首脑。在接下来的一百年间，事实上是一系列的戴伊们统治着的黎波里塔尼亚，其中有的戴伊仅仅统治了几周，而且有时执政的戴伊也是摄政帕夏。由戴伊支配的执行当局在内部事务上拥有自主权，并且虽然在土耳其新军部队新兵招募上依赖于土耳其苏丹，但其政府还是进行着几乎独立的外交政策。最重要的两个戴伊是1631年-1649年执政的穆罕默德·萨基兹利和1649年-1672年执政的奥斯曼·萨基兹利，同时也是帕夏的他们事实上统治了该地区。奥斯曼·萨基兹利还统治着昔兰尼加。

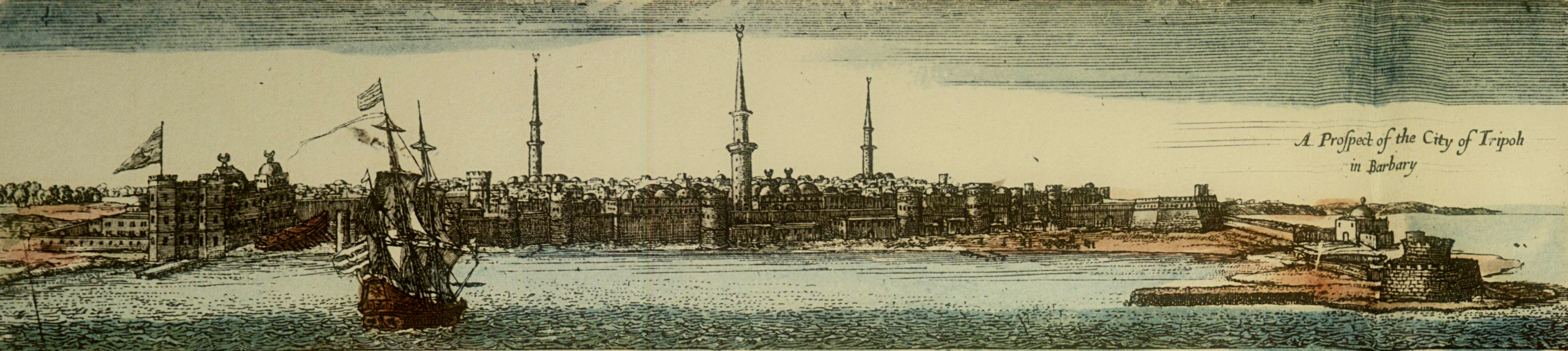
1675年鄂圖曼的黎波里城的景象

17世纪末，在鄂圖曼的黎波里塔尼亚（后来的的黎波里塔尼亚省）仅拥有3万多人口的的黎波里在规模上算得上城市。的黎波里的大部分居民都是当时的阿拉伯城市居民摩尔人，数百名土耳其人和变节者构成了统治的上层，其中很多是被称为“寇尔斡里斯人”的土阿混血儿；他们获得了当地人的认同和尊重。犹太人和摩里斯科人商人和工匠在的黎波里也很活跃，甚至少量的欧洲商人也会光顾这座城市。欧洲奴隶和来自苏丹的黑人奴隶也是的黎波里日常生活中的一个特色。 1551年，图尔古特·雷斯奴役马耳他岛屿戈佐几乎全部人口，将大约6300名奴隶掠到了利比亚。最明显的奴隶制活动是对通过跨撒哈拉贸易路线得到的非洲黑人的奴役。尽管的黎波里的奴隶贸易在1853年就被正式废除，但实际上它一直持续到1890年代。

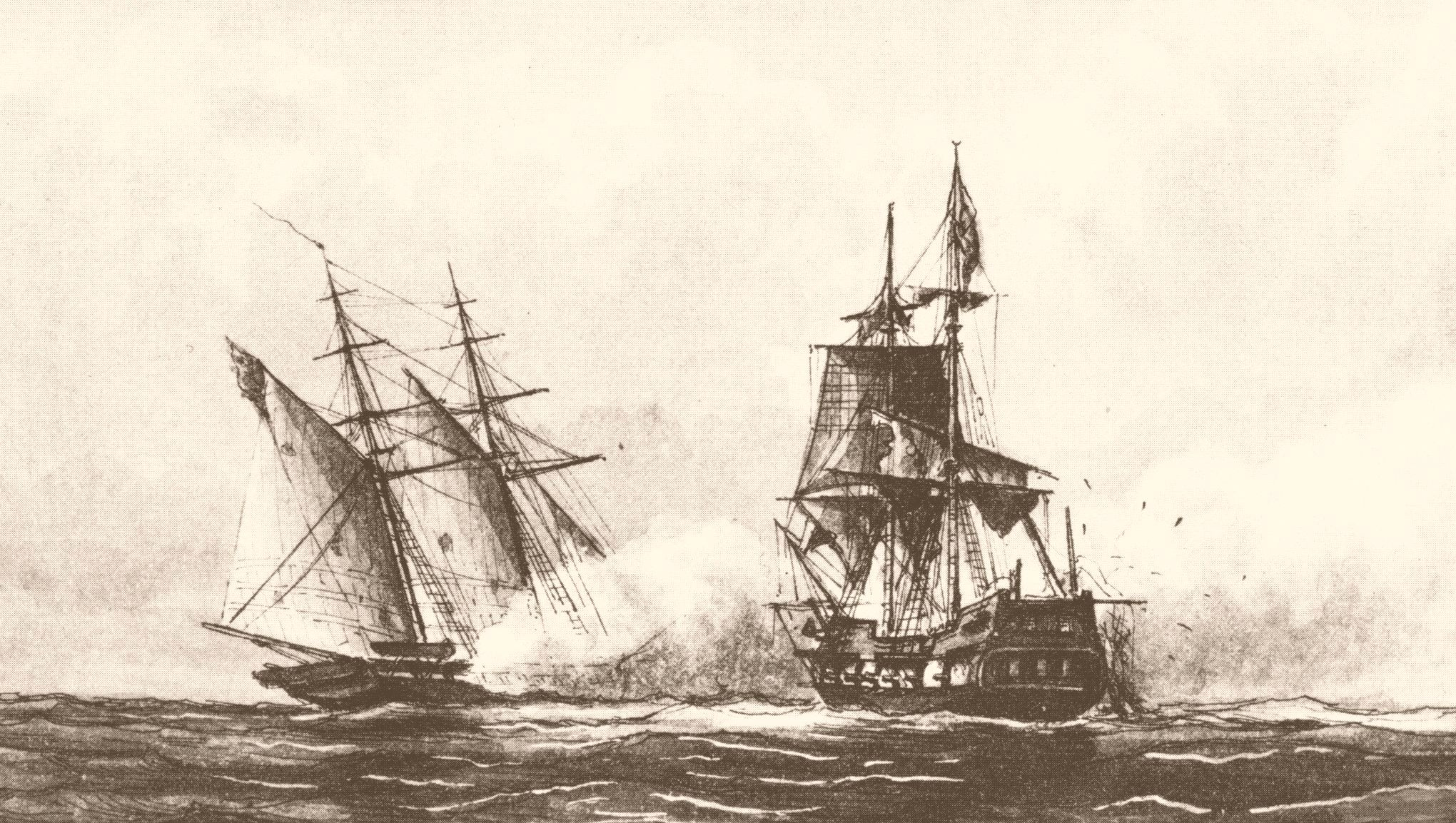
美国海军地中海中队的进取号在1801年的第一次巴巴里战争中俘获的黎波里海盗船

由于缺乏鄂圖曼政府的指挥，的黎波里陷入一年多的军事混乱与动荡，政变频发，甚至有的政变仅发生几天后就被另一场政变推翻。其中一次政变是由土耳其人官员艾哈迈德·卡拉曼里领导的，建立的卡拉曼里王朝从1711年到大致1835年统治着的黎波里塔尼亚，且到了18世纪中叶，对昔兰尼加和费赞也具有影响力。艾哈迈德出身土耳其新军，是一个很受欢迎的骑兵军官。1711年，他通过谋杀鄂圖曼的的黎波里塔尼亚戴伊获得了权利。在说服鄂圖曼蘇丹艾哈迈德三世承认后，艾哈迈德自己成了帕夏，而他的地位也可以世袭。尽管的黎波里塔尼亚依然向鄂圖曼君主进贤微薄的贡品，但它实际上已经是一个独立的王国。艾哈迈德极大的发展了他城市的经济，尤其是凭借地中海重要航线上海盗的活动获益极大；希望船只免受海盗劫掠的国民们被迫向帕夏进献贡品。艾哈迈德的继任者们要比他自己无能得多，然而，该地区脆弱的实力平衡使卡拉曼里王朝度过了几次王朝危机而没有被他国侵入。卡拉曼利王朝阿里一世统治时期，国家陷入内战。1793年，一位叛变的土耳其军官阿里·本吉乌尔（Ali Benghul）推翻了卡拉曼利王朝，利比亚重回鄂圖曼帝国的统治之下。然而，1795年，阿里一世的儿子优素福·卡拉曼利自任帕夏，的黎波里塔尼亚再次独立。优素福恢复了艾哈迈德的统治风格，驯服内地的部落，公然反抗奥斯曼帝国与英国的海军力量，并支持了1798年至1799年间拿破仑·波拿巴在埃及的活动。
19世纪初，的黎波里塔尼亚与美国之间爆发战争，其中一些战役后来被称为“第一次巴巴里战争”和“第二次巴巴里战争”。到1819年，拿破仑战争的各种条约迫使北非各国几乎完全放弃了海盗，的黎波里塔尼亚的经济受到冲击。由于优素福渐渐年老体衰，派系斗争围绕着他的三个儿子越来越激烈，尽管优素福在1832年退位，并将权利交给了他的儿子阿里二世，但内战还是爆发了。鄂圖曼苏丹马哈茂德二世以恢复地区秩序为派军占领了该地区，终结了卡拉曼利王朝和的黎波里塔尼亚的独立。然而秩序的恢复并非易事，Abd El-Gelil和Gûma ben Khalifa领导的利比亚起义直至1858年才平息。
鄂圖曼第二次直接统治期间，进行了行政区划调整，利比亚的三个省份进行了大的调整。不久后，瓜分非洲的狂潮爆发，欧洲殖民者将目光投向了利比亚的土耳其边疆省份。1911年，意土战争爆发，利比亚的三个地区全部成为意大利的殖民地。

## 意属利比亚

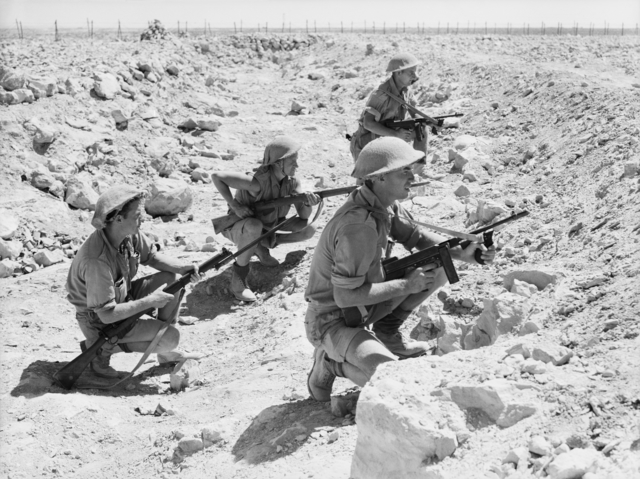
二战期间在图卜鲁格的澳大利亚步兵，图卜鲁格围城战于1941年4月10日爆发，持续了八个月

从1912年到1927年，利比亚地区被成为“意属北非”。从1927年到1934年，该地区被意大利当局分为意属昔兰尼加和意属的黎波里塔尼亚两个殖民地。大约十五万名意大利殖民者前往利比亚定居，占到了当地总人口的近20%。

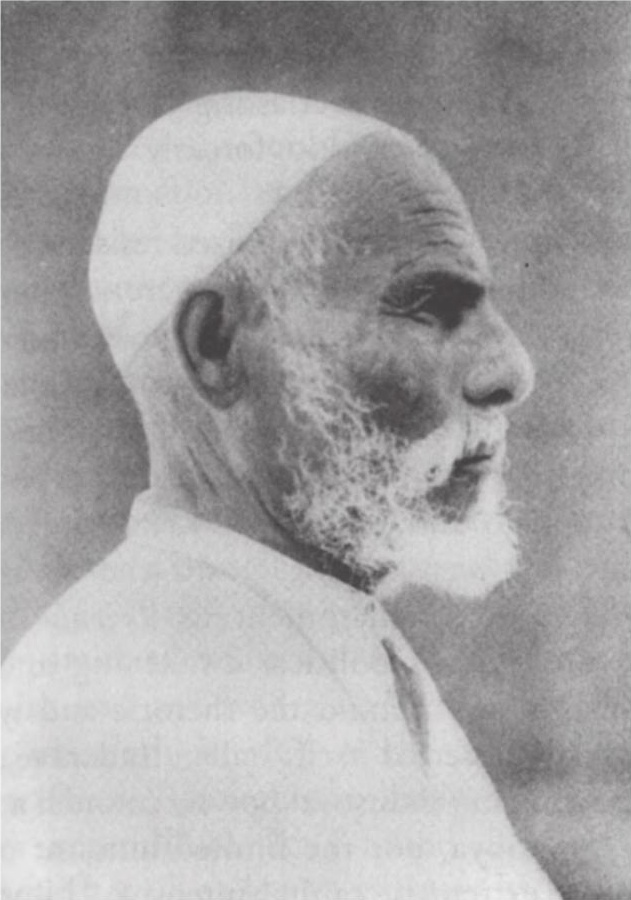
奥马尔·穆赫塔尔，昔兰尼加的利比亚抗意运动的领导人

1934年，意大利将包括昔兰尼加、的黎波里塔尼亚和费赞三个省的殖民地正式命名为“利比亚”，该词曾是希腊人对包括埃及在内的整个北非的称谓。昔兰尼加的埃米尔伊德里斯·马赫迪·塞努西（后来的伊德里斯一世国王）领导了两次世界大战之间的利比亚对意大利的抵抗活动。以色列历史学家伊兰·帕佩估计意大利军队在1928年到1932年间“（通过直接杀害或难民营的饥饿与疾病）杀害了一半的贝都因人”意大利历史学家埃米利奥·真蒂莱认为各次镇压中的遇害者多达五万左右。
二战中意大利战败，从1943年至1951年，的黎波里塔尼亚和昔兰尼加由英国管辖，而费赞由法国管辖。1944年，伊德里斯由开罗流亡归来，但拒绝在昔兰尼加定居，直至1947年多国控制利比亚的局面改变。在1947年意大利与盟军的和约中，意大利被迫放弃了对利比亚的宗主权。

## 利比亚王国

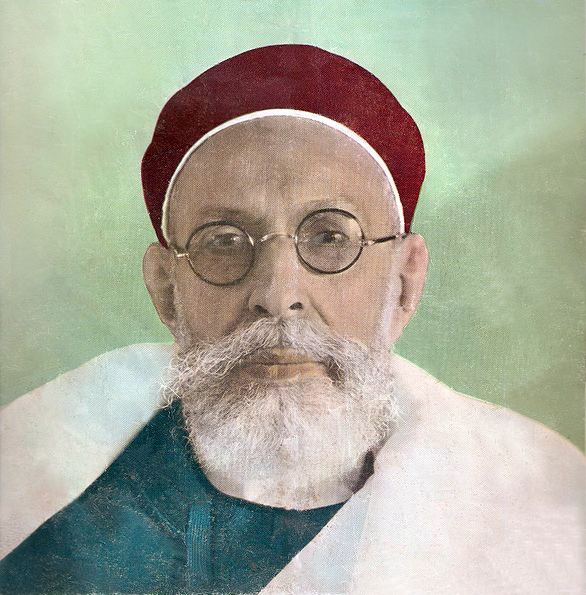
伊德里斯一世于1951年12月24日宣布利比亚独立，直至他的政府在1969年政变中被推翻，一直是利比亚的国王

1949年11月21日，联合国大会通过决议，规定利比亚要在1952年1月1日前完成独立。伊德里斯代表利比亚参与了联合国之后的协商。1951年12月24日，利比亚宣告独立，由三个地区共同组成联合王国，伊德里斯成为这个君主立宪制国家的世袭君主。
1951年10月7日，利比亚国民议会在班加西的一次会议中起草并审议通过了1951年利比亚宪法。议会主席穆罕默德·阿布·阿萨德·阿利姆和副主席奥马尔·法耶克·谢尼卜和阿布·贝克尔·艾哈迈德·阿布·贝克尔（Abu Baker Ahmed Abu Baker）在将宪法在政府公告发布后提交给了伊德里斯一世。
利比亚宪法的颁布具有重要的历史意义，它是利比亚在战后创立以来第一次正式地保障利比亚国民权利的宪制性文件。在联合国协商时，伊德里斯坚持宣称一个统一的利比亚国家有利于的黎波里塔尼亚、昔兰尼加和费赞三个地区，因此，建国后利比亚政府急于制定一部宪法，确立欧美国家的常见权利。尽管利比亚宪法第五条明确规定伊斯兰教为利比亚国教，因此这并不是一部世俗的法律，但利比亚宪法中包含了法律之前人人平等等原则，如“不分宗教，信仰，种族，语言，财富，亲缘、政治或社会意见”，都享用平等的公民权利和政治权利、同等的机会和对公共义务有着同等的责任。
1959年，利比亚发现了巨大的石油储量，随后石油销售的收入使利比亚从世界上最贫困的国家一跃成为一个非常富有的国家。伊德里斯一世执政期间，虽然石油极大地改善了利比亚政府的财政状况，但一些派系的不满也在随着财富的增加而越来越大。由于中东和北非地区纳赛尔主义和阿拉伯民族主义的兴起，这种不满被进一步加剧。
这一时期，英国参与了利比亚的各项工程建设，并称为该国最大的武器供应商。美国在利比亚拥有惠勒斯空军基地。

## 卡扎菲时期
1969年9月1日，27岁的军官穆阿迈尔·卡扎菲率领“自由军官”组织发动了推翻君主制建立共和国的政变，利比亚绿色革命爆发。利比亚王国伊德里斯一世的统治被推翻，“阿拉伯利比亚共和国”成立，卡扎菲担任利比亚革命指导委员会主席，成为利比亚实际上的最高领导人。

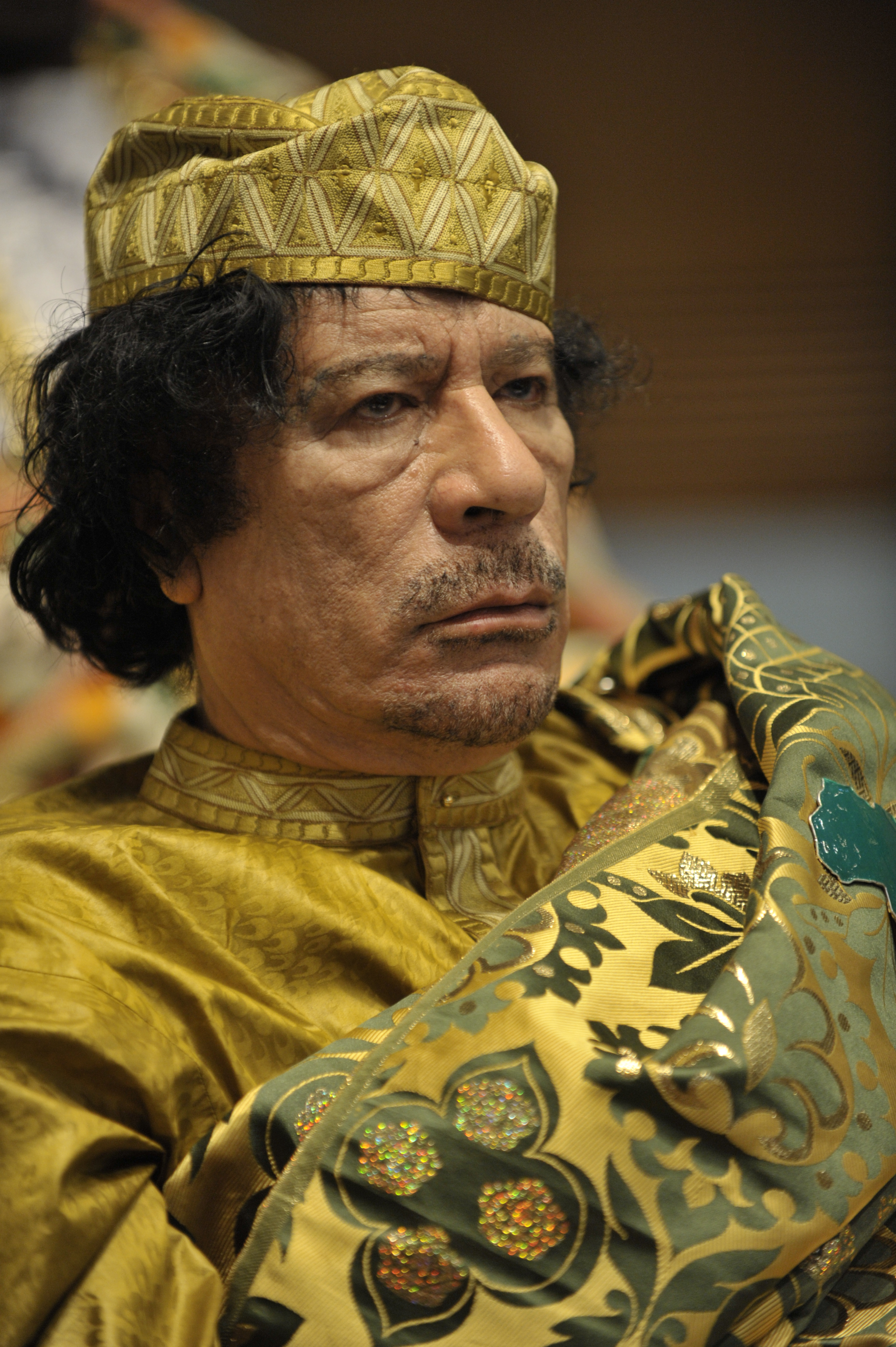
穆阿迈尔·卡扎菲，利比亚前国家领导人，拍摄于2009年

在1973年的圣纪节，卡扎菲宣布了“五点建议”：废止所有现行法律，并实施伊斯兰教法；将对“政治弊病”进行净化；将组织一支“民兵”（people's militia）捍卫革命的成果；开展行政革命和文化革命。卡扎菲曾公开处决政治异见者，并在电视上播出。卡扎菲曾指使其外交官和雇员在全球范围内刺杀了几十个关键的避难者。根据国际特赦组织数据，在1980年至1987年间，此类刺杀就有至少25次。

大阿拉伯利比亚人民社会主义民众国国旗（1977年至2011年间使用）

1977年，利比亚将国号改为“大阿拉伯利比亚人民社会主义民众国”，卡扎菲将权力转交给了利比亚总人民大会，并宣称自己在之后将仅为一个象征性首脑，但国内外的批判者认为，这次变动给了卡扎菲几乎无限制的权利。对新体制的质疑是不被容许的，对质疑者的处罚最高可达死刑。尽管官方拒绝公布选举结果，但卡扎菲创建的这种新的“民众国”体制被官方宣传为一种直接民主的形式。同年7月，利比亚和埃及爆发了被称为“利比亚埃及战争”的四天的边境战争后，两国在阿尔及利亚总统胡阿里·布迈丁的调解下达成停火。
1977年2月，利比亚开始插手乍得内战，军事支援古库尼·韦戴及其率领的“人民武装部队”。而当利比亚对乍得北部叛军的支持升级为入侵之后，乍得-利比亚冲突正式开始。此外，为帮助乌干达独裁者伊迪·阿敏，利比亚还曾与坦桑尼亚交战，成千上百的利比亚人因此而丧生。卡扎菲还资助了从反核运动到澳大利亚工会的各种其他组织。
从1977年开始，该国的人均国民收入超过11,000美元，达到非洲第五，而人类发展指数成为非洲第一，并超过了沙特阿拉伯。另外，该国的识字率从10%提高到90%，预期寿命从57岁提高到77岁，妇女和黑人获得了平等的权利，流动的务工者得到了同样的工作机会，免费教育、免费医疗和住房援助的福利体系得以建立。大人工河的修建使全国大部分地区都可以免费获得淡水。此外，还给大学奖学金和就业问题提供了经济支持。
该国收入的很大一部分源于石油，且在1970年代开始迅速增长。部分收入被利比亚当局用于购买武器和资助全球范围内的十几个准军事组织和恐怖组织。1988年洛克比空難後，卡扎菲政權被指責包庇行兇者，美英等國遂對利比亞進行禁飛等一系列制裁。
作为其非洲合众国计划的一部分，卡扎菲在2008年被授予“非洲万王之王”的荣誉称号。到2010年代初，除了在非洲联盟中谋求领导地位，利比亚还和其殖民时期的前宗主国意大利发展了比其他欧盟国家更紧密的关系。根据《经济学人》的观点，利比亚东部地区已经因卡扎菲的经济理论而荒废。

## 内战后

利比亚内战各方控制区域, 2020年6月:
国民代表大会 民族团结政府 石油设施护卫队 图阿雷格人部族 地方武装

- 2012年8月8日，全国过渡委员会移交政權予利比亞国民議会。
- 2012年9月11日，为抗议污辱伊斯兰教的电影，美国驻班加西领事馆遭到来自原利比亚反对派的伊斯兰武装团伙袭击，美国大使克里斯多夫·史蒂文斯死亡，这是美国外交机构近三十年来遭遇的最严重的破坏。
- 2013年1月8日，利比亞國民議會宣佈改国号为利比亞國。
- 2014年8月4日，利比亚国民代表大会取代国民议会成为新的立法机构。但利比亞國民議會并沒有解散，原議會繼續存在。
- 2014年下半年，利比亚国民代表大会和宗教保守势力支持的利比亚国民议会爆发第二次内战，伊斯兰国趁虚而入扩大影响力，多方混战。至今尚未停止。